# 小行星9786
小行星9786（9786 Gakutensoku）是一颗绕太阳运转的小行星，为主小行星带小行星。该小行星于1995年1月发现，以生物學家西村真琴所製的機器人學天則為名。

## 轨道参数
小行星9786的轨道半长轴为2.8404271 UA，离心率为0.077。